# 35.ª División de Granaderos SS y Policía
La 35.ª División de Granaderos SS y Policía (en alemán denominada 35. SS und Polizei-Grenadier-Division) fue una de las últimas Divisiones de las Waffen-SS que combatieron en la Segunda Guerra Mundial. Creada a principios de 1945, apenas si tuvo tiempo para participar activamente en la contienda.

## Historial
Esta división recibe su nombre debido a su origen entre miembros de las Schutzstaffel (SS), a la vez que miembros de las fuerzas de la policía alemana (Polizei). Ello se debía en buena parte a la enorme escasez de tropas disponibles para aquellos momentos de la contienda. La división no fue formada hasta antes de la primavera de 1945. No pasó mucho tiempo hasta que entró en combate contra las tropas soviéticas en el Frente del Oder. Sin embargo, fue incapaz de resistir la enorme acometida de las tropas del Ejército Rojo y hubo de retirarse hacia el oeste (participando en las Batallas de Colinas de Seelow y Halbe), sólo para quedar envuelta en la Batalla de Berlín, donde quedó destruida en su mayor parte. A pesar de todo, algunos remanentes supervivientes de la división lograron escapar y se rindieron a las tropas norteamericanas en el Frente del Elba a comienzos de mayo de 1945.

## Estructura

### Comandantes
- Oberfuhrer Johannes Wirth  (marzo de 1945),[1]
- Standartenführer Ruediger Pipkorn (marzo - mayo de 1945).

### Orden de batalla
- 89. SS und Polizei-Grenadier-Regiment
- 90. SS und Polizei-Grenadier-Regiment
- 91. SS und Polizei-Grenadier-Regiment
- 35. SS und Polizei-Artillerie-Regiment
- 35. SS und Polizei-Panzerjäger-Abteilung
- 35. SS und Polizei-Fusilier-Abteilung
- 35. SS und Polizei-Pioneer-Abteilung
- 35. SS und Polizei-Nachrichten-Abteilung